# Ulrich Tarlatt

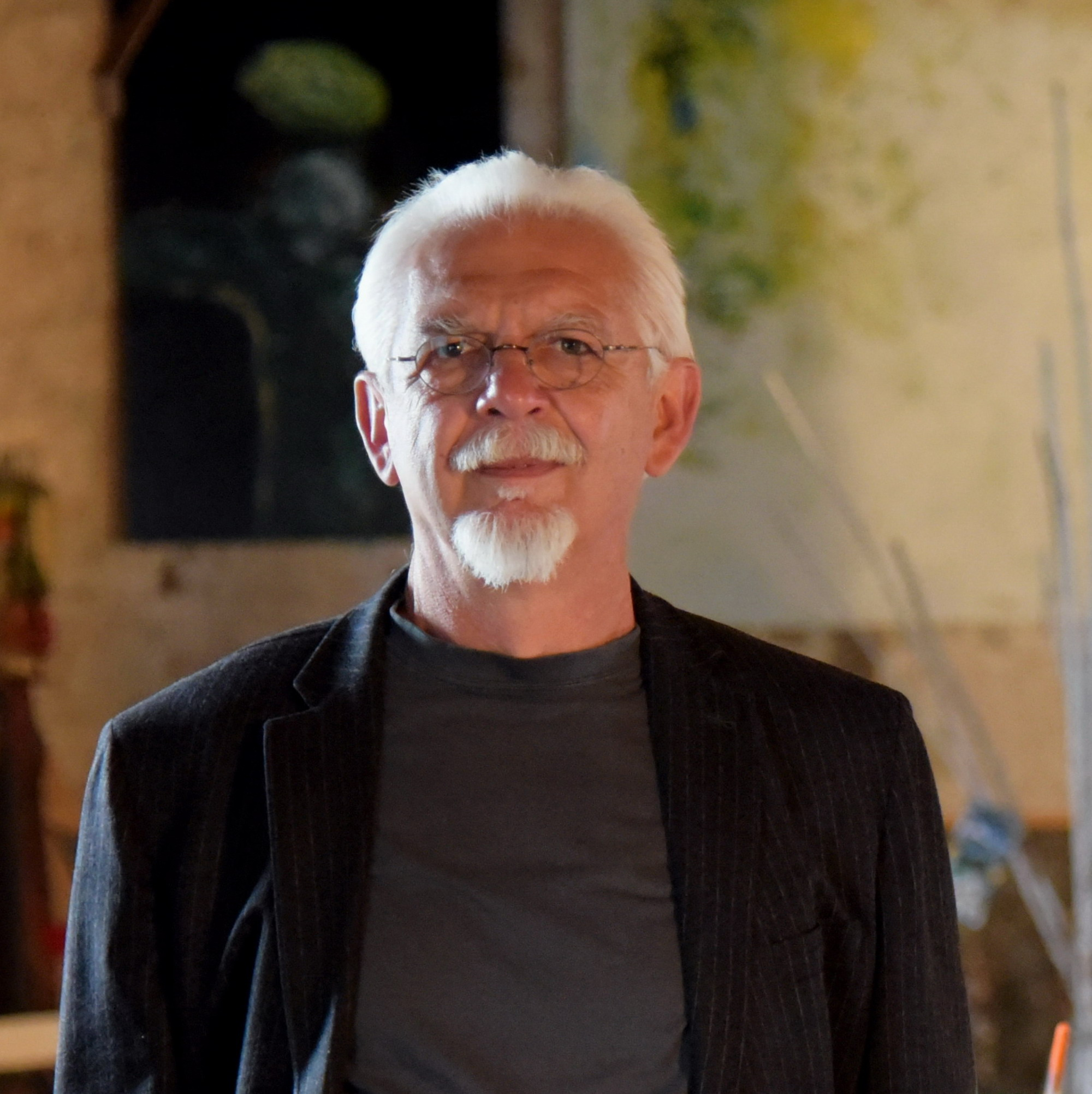
Ulrich Tarlatt 2016

Ulrich Tarlatt (* 1952 in Wansleben am See) ist ein deutscher Maler, Zeichner, Bildhauer und Grafiker.

## Leben und Ausbildung

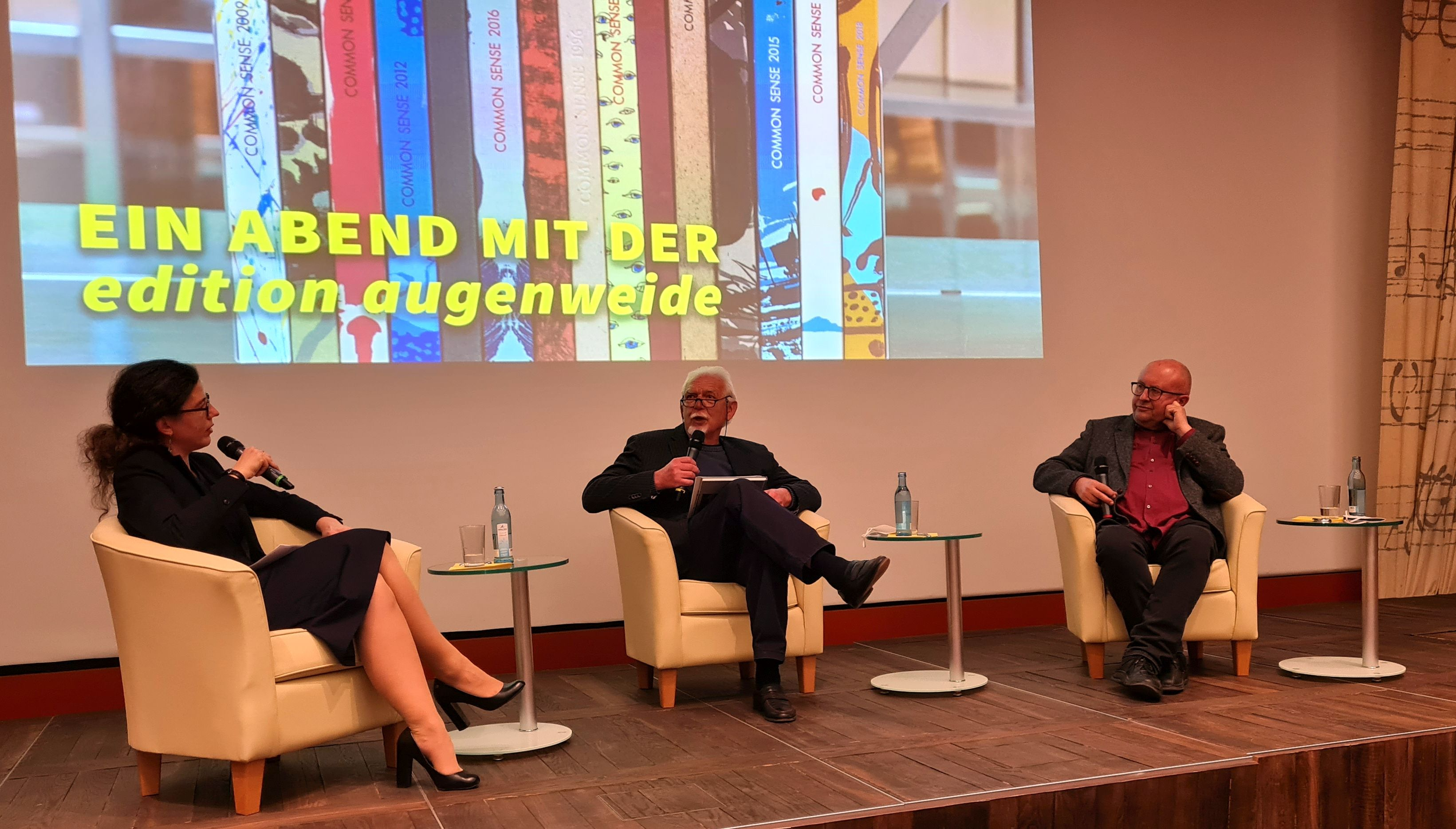
Tarlatt (Mitte) und Kowalski (rechts) 2022 bei der Midissage der Dresdner Almanach-Ausstellung

Vor seinem künstlerischen Werdegang machte er 1970 das Abitur. Von 1970 bis 1974 folgte ein Studium der Elektrotechnik an der TH Ilmenau und eine Anstellung von 1975 bis 1980 in der chemischen Industrie. 1975 entstanden die ersten künstlerischen Arbeiten. Es folgte ein Abendstudium der Malerei und Grafik an der Hochschule für industrielle Formgestaltung Halle – Burg Giebichenstein.
Seit 1981 arbeitet Tarlatt als freier Künstler. Tarlatt war bis 1990 Mitglied des Verbands Bildender Künstler der DDR.
1987 gründete er die Edition Augenweide zusammen mit dem Schriftsteller Jörg Kowalski. Im selben Jahr begann die Buchproduktion der Edition – Zusammenarbeit mit einer Vielzahl von Künstlern und Literaten. In wechselnden Phasen entstehen Malereien, Zeichnungen, Druckgrafiken, Bücher, Skulpturen, Installationen und Objekte.

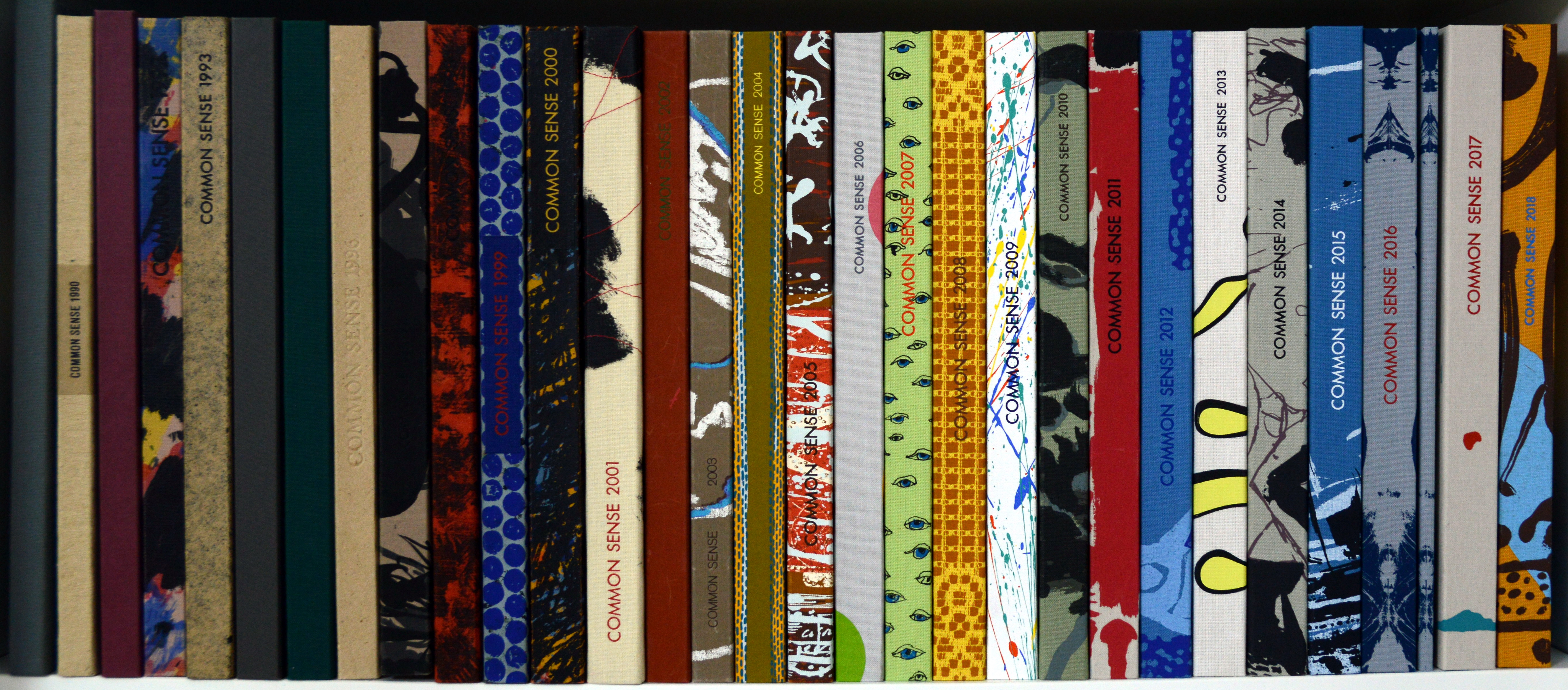
Künstlerbuch Almanach COMMON SENSE

Zwischen 1989 und 2018 gab er in der Edition Augenweide den Almanach Common Sense heraus. Dieser Almanach führt Künstler und Literaten des In- und Auslandes zusammen.
Tarlatt lebt und arbeitet in Bernburg (Saale).

## Preise, Stipendien und Auszeichnungen (Auswahl)
- 1992/93 Stipendium Cité Internationale des Arts, Paris
- 1994 Teilnahme am Progetto Civitella d’Agliano 94 – Italienstipendium
- 1995 Gastaufenthalt und Stipendium der Cranachstiftung Wittenberg
- 1996/97 New York – Stipendium der Stiftung Kulturfond
- 1998 Grafikpreis der Editionen, Hannover
- 2000 Stipendium Schloß Wiepersdorf
- 2002 Progetto Cortona/Toscana – L’ARTE A PASSO D’UOMO
- Seit 2019 Mitglied der Akademie der Künste Sachsen-Anhalt[1]

## Werke

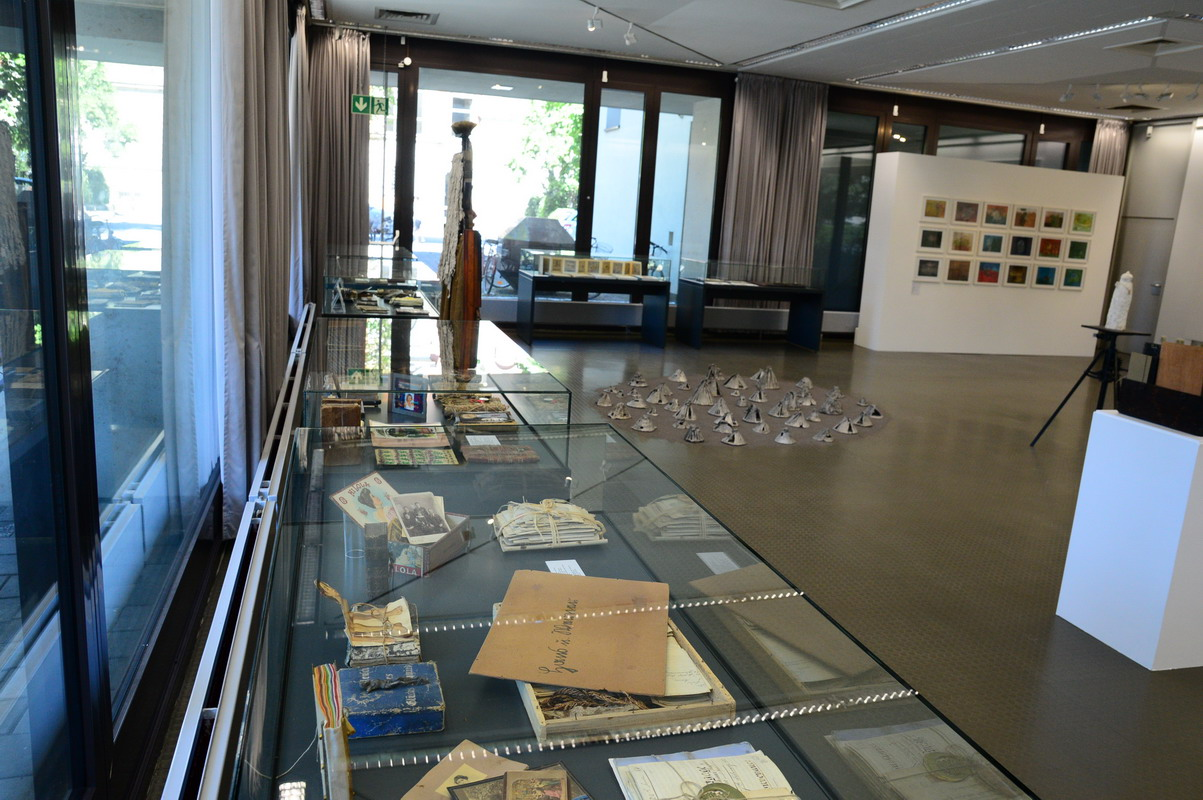
Ulrich Tarlatt: Fisimatenten (Erlanger Poetenfest 2016)

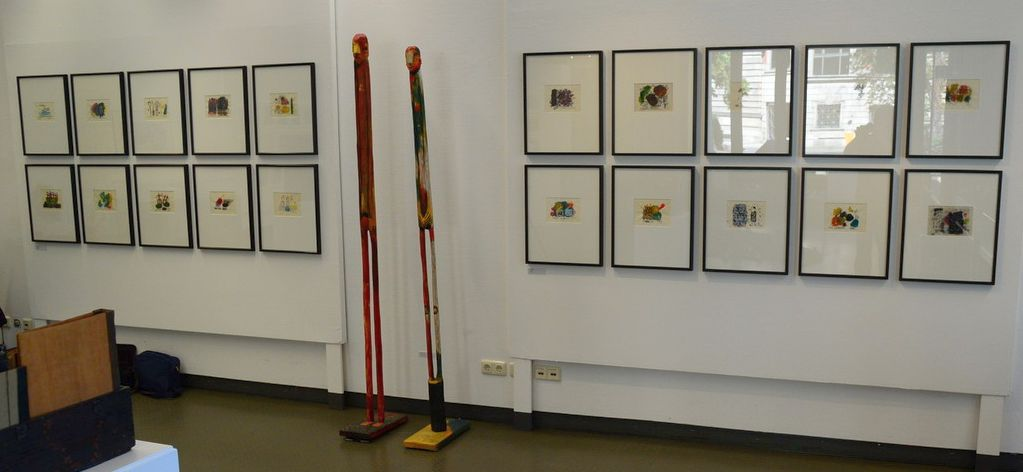
Ulrich Tarlatt: Fisimatenten (Erlanger Poetenfest 2016)

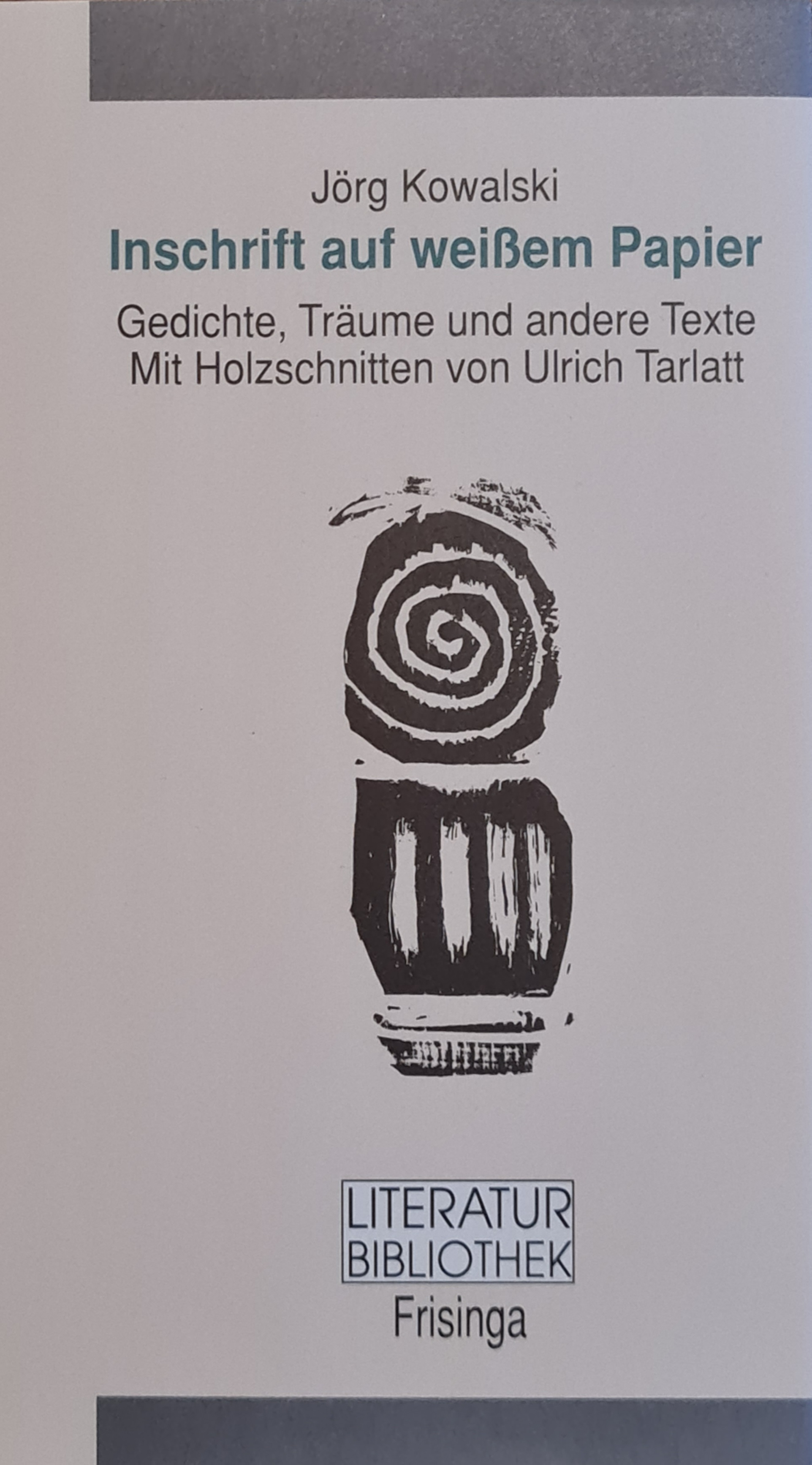
Holzschnitte im Buch Inschrift auf weißem Papier (mit Jörg Kowalski)

Ulrich Tarlatts Arbeiten befinden sich sowohl in privaten als auch in öffentlichen Sammlungen und Ausstellungsorten in Europa und Übersee. Dazu gehören unter zahlreichen anderen:
- Deutsche Bibliothek, Frankfurt am Main
- Deutsches Buch- und Schriftmuseum, Leipzig
- Sächsische Landesbibliothek, Dresden
- Stadt- und Universitätsbibliothek, Frankfurt am Main
- Bayerische Staatsbibliothek, München
- Bibliothèque nationale, Paris
- Musée National d’Art Moderne, Paris
- Herzog August Bibliothek, Wolfenbüttel
- Getty Museum, Malibu
- Victoria and Albert Museum, London
- Museum of Contemporary Art, Sao Paulo
- Kupferstichkabinett, Dresden[2]
- Museum of Modern Art, New York
- Klingspor-Museum, Offenbach
- Kunstsammlung des Landes Sachsen-Anhalt (vormals Sammlung der Leuna-Werke GmbH)